# 三十九の飾帯盗み
『三十九の飾帯盗み』（原題：英: The Theft of the Thirty-Nine Girdles）は、アメリカ合衆国の小説家クラーク・アシュトン・スミスが1957年に発表した短編小説。スミスのハイパーボリアを舞台とした作品の一つであり、盗賊譚。
1957年4月に執筆され、『サターン』1958年3月号に掲載された。
過去作『サタムプラ・ゼイロスの話』（サタムプラ・ゼイロスの物語）の主人公が再び登場する。大瀧啓裕は時系列について、サタムプラ・ゼイロスはティロウブ・オムパッリオスを失ってからウィクセーラに出会ったらしいと分析している。ハイパーボリア10編について、『サタムプラ・ゼイロスの話』は最初に書かれ、本作は最後に書かれた。

## あらすじ
老いた盗賊サタムプラ・ゼイロスが回想する、三十九の飾帯盗みのエピソード。サタムプラは、心底愛した唯一の女、今は亡きウィクセーラに思いを馳せる。
ウズルダロウム郊外にある月の神レニクアの神殿には、定員39人の娘が集められ、神聖娼婦として春をひさぐ。黄金に宝石が嵌め込まれた純潔の飾帯を身に着けた「神に誓いを立てた生娘」という体裁の彼女たちは、特定の夜に高額で富豪に貸し与えられる。この商いは、神への犠牲的行為として賞賛に値すると考えられていた。ウィクセーラはかつて39人枠の一人だったが、定年に達する前に逃げ出してこそ泥となり、サタムプラ・ゼイロスと出会う。
サタムプラ・ゼイロスとウィクセーラは、彼女たちの飾帯を盗み出す計画を立て、錬金術師ウェーズィ・フェンクォルを仲間に加える。商いの夜、39人全員が、客をとって飾帯を外している機を見計らい、サタムプラは特製の粉末を投げ込む。すぐさま悪臭を放つ亡霊や怪物の幻影が映し出され、神殿の者たちが混乱している隙に、サタムプラとウィクセーラは39個の飾帯全てを持ち出す。大祭司マルクアノスが襲いかかってきたが、殴り倒して2人は逃走する。
盗み出した飾帯は、錬金術師のもとで溶かされ金塊に変えられる。しかし錬金術師は金塊と宝石を持って姿をくらます。分け前の黄金と共に残されていた置手紙には、マルクアノスが意識を取り戻し、犯人が神殿にいた女であると見抜いたことや、ウィクセーラも容疑者リストに挙がっていること、ウェーズィとサタムプラにも追跡の手が来るだろうことが警告されていた。

## 主な登場人物
- サタムプラ・ゼイロス - 主人公。ウズルダロウムの盗人。
- ウィクセーラ - もと神聖娼婦で、駆け出しの女泥棒。神殿にいたことがあり、内情を知っている。小柄で身軽。
- ウェーズィ・フェンクォル - 魔術師にして錬金術師。薬品と毒の専門家。
- マルクアノス - 月の神レニクアの神殿の大祭司。

## 収録
- 『ヒュペルボレオス極北神怪譚』創元推理文庫、大瀧啓裕訳

## 関連作品
- サタムプラ・ゼイロスの物語 - 1929年執筆・1931年発表作品。主人公が共通する。